# Majid Musisi
Majid Musisi   (Kampala, 15 de setembre de 1967 - Uganda, 13 de desembre de 2005) és un exfutbolista ugandès de la dècada de 1990.
Fou internacional amb la selecció de futbol d'Uganda.
Pel que fa a clubs, destacà a Villa SC, Stade Rennais FC, Bursaspor i Çanakkale Dardanelspor.